# Bulès
El Bulès (sovint també escrit incorrectament Bolès o Boulès) és un riu del sud-oest del Rosselló que neix al vessant nord-est del Puig de l'Estela, dins el massís del Canigó, i desemboca al Riberal de la Tet després d'un recorregut d'uns 35 km. Juntament amb el Reart i la Cantarana, a llevant, i la Ribera Ampla, al sud, el Bulès és un dels quatre cursos d'aigua més notables dels Aspres.
Es forma en el vessant nord de la carena on es troba la Torre de Vetera i traça una marcada vall de sud-sud-oest a nord-nord-est, molt sinuosa en alguns trams, que en diversos punts marca la partió entre els termes de les comunes de la Bastida, Sant Marçal, Prunet i Bellpuig, Bula d'Amunt, Queixàs i Casafabre. Més tard deixa de ser termenal i, ja en el Riberal de la Tet, travessa els termes de Bulaternera, Sant Miquel de Llotes, Illa, Nefiac i Millars, on s'aboca en la Tet just al triterme entre aquest darrer i Cornellà de la Ribera i Sant Feliu d'Amunt.
No té cap afluent important, llevat d'una desena de torrents i còrrecs del nord-est del massís del Canigó, entre els quals el Gimenell i el Boletó.